# 全缘叶银柴
全缘叶银柴（学名：Aporosa planchoniana）为大戟科银柴属下的一个种。

## 扩展阅读
- 維基物種上的相關：全缘叶银柴